# Illice liberomacula
Illice liberomacula är en fjärilsart som beskrevs av Dyar 1904. Illice liberomacula ingår i släktet Illice och familjen björnspinnare. Inga underarter finns listade i Catalogue of Life.